# 保良局陳溢小學
保良局陳溢小學（英語：Po Leung Kuk Chan Yat Primary School，簡稱PLKCYPS）為保良局屬下小學，位於香港新界青衣長康邨第二小學，於1984年創校。現任校長是冼翠華校長。校訓是「愛、敬、勤、誠」。目前有51位老師。
保良局陳溢小學在2001年投得青衣青敬路一座千禧校舍，供上午校在翌年遷入，並改名保良局世德小學；下午校留在原址，兩者均改為全日制。

## 學校設施
- 24 間標準課室
- 禮堂
- 雨天操場
- 籃球場
- 圖書館
- 多元智能室
- 音樂室
- 活動室
- 家長教師會資源活動中心
- 3 間輔導班教室
- 1 間電腦室
- 1 間STEAM LAB等

## 著名/傑出校友
- 陳嘉倩：前無綫新聞主播。